# Agent Cody Banks 2: Destination London
Agent Cody Banks 2 (eng. Agent Cody Banks 2: Destination London) är en amerikansk långfilm från 2004 i regi av Kevin Allen, med Frankie Muniz, Anthony Anderson och Hannah Spearritt i rollerna.

## Handling
Agent Cody Banks kommer till England för att fånga en elak forskare som stulit ett tankestyrningsinstrument med vilken han  vill erövra och styra världen. Cody Banks låtsas vara student på en elitinternatskola och CIA:s yngsta och bästa agent bildar ett team med Londons hetaste spion (Spearritt) för att stoppa denna galning.

## Rollista
| Frankie Muniz     | – Cody Banks              |
| Anthony Anderson  | – Derek Bowman            |
| Hannah Spearritt  | – Emily Sommers           |
| Cynthia Stevenson | – Mrs. Banks              |
| Daniel Roebuck    | – Mr. Banks               |
| Anna Chancellor   | – Lady Josephine Kenworth |
| Keith Allen       | – Victor Diaz             |
| James Faulkner    | – Lord Duncan Kenworth    |
| David Kelly       | – Trival                  |
| Santiago Segura   | – Santiago                |
| Connor Widdows    | – Alex Banks              |
| Keith David       | – CIA-chef                |
| Rod Silvers       | – Kumar                   |
| Jack Stanley      | – Ryan                    |
| Joshua Brody      | – Bender                  |